# Brandenburgischer Kaperkrieg

Flugblatt, als fiktiver Brief an den spanischen König, wegen des eroberten Schiffes "Carolus Secundus" vor Ostende

Flugblatt, als fiktiver Brief mit Begründung der Ursache der Kaperung

Der Brandenburgische Kaperkrieg von 1680 bis 1681 war eine gegen Spanien gerichtete Kaperunternehmung mit dem Ziel, rückständige spanische Subsidienzahlungen aus dem kurz zuvor beendeten Nordischen Krieg einzutreiben.

## Ausgangslage
Die Kassen Brandenburg-Preußens waren nach dem langen Krieg gegen Schweden leer. Deshalb fehlte das Geld, um die seit dem Krieg aufgebaute Kurbrandenburgische Marine weiter zu unterhalten. Die Krone Spaniens schuldete dem Kurfürsten Friedrich Wilhelm insgesamt 1.800.000 Taler an Kriegshilfsgeldern. Da die Spanier die Zahlung verweigerten, erbot sich Benjamin Raule den Gegenwert durch Kaperung spanischer Schiffe einzubringen.
Es wurde eine Flotte von sechs Fregatten mit je 20 bis 60 Kanonen, einem Brander und einem Proviantschiff mit 600 Seeleuten und 300 Soldaten ausgerüstet. Diese lief unter dem Befehl des brandenburgischen Flottenkommandanten Claus von Bevern im Sommer 1680 von Pillau in die Nordsee aus, um dort Jagd auf spanische Schiffe zu machen. Dänemark, das ebenfalls Geld von Spanien forderte, öffnete den Öresund für den brandenburgischen Verband.

## Verlauf des Kaperunternehmens
Es gelang dem brandenburgischen Verband vor Ostende das spanische Kriegsschiff Carolus Secundus mit 52 Kanonen und wertvoller Ladung zu kapern und nach Pillau zu bringen, wo es am 18. Oktober 1680 eintraf und die Ladung für 100.000 Taler veräußert wurde.
Da die Spanier im Ärmelkanal nun gewarnt und entsprechend wachsam waren, lief ein neuer, aus fünf Fregatten bestehender brandenburgischer Verband in den Atlantik aus. Er brachte vor der mexikanisch-amerikanischen Küste zwei spanische Galeonen auf und verkaufte deren Ladung auf Jamaika.
Spanien ließ daraufhin eine Flotte zur Zerstörung des brandenburgischen Verbandes auslaufen. Die anfangs gekaperte ehemalige Carolus Secundus, mittlerweile in Markgraf von Brandenburg umgetauft, war in der Zwischenzeit seeklar gemacht worden. Sie lief am 20. Juli 1681 von Pillau, als neues brandenburgisches Flaggschiff, zu weiteren Unternehmungen gegen spanische Schiffe aus. Im Verband mit zwei kleineren Schiffen gelang es ihr bei Glückstadt ein weiteres spanisches Schiff zu kapern.
Der andere brandenburgische Verband segelte in der Zwischenzeit mit den zwei Prisen heimwärts. Am 30. September 1681 stieß er bei Cabo de São Vicente auf einen überlegenen, zwölf Galeonen starken spanischen Schiffsverband. Nach einem zweistündigen Seegefecht und einem Verlust von 40 Mann zogen sich die brandenburgischen Schiffe nach Lagos zurück. Von dort kehrten sie Ende 1681 nach Pillau zurück.
Auf Grund der geringen Erfolge und der Proteste der übrigen europäischen Mächte ließ Kurfürst Friedrich Wilhelm die Kaperunternehmung schließlich einstellen.